# Rom (popolo)
I rom (al plurale anche nella forma: roma, in lingua romaní: řom o rrom) sono uno dei principali gruppi etnici della popolazione e relativa lingua "romaní", conosciuti anche come "gitani", "zigani" o "zingari". Sebbene questi termini siano stati usati storicamente, oggi sono considerati offensivi o stereotipati. Si preferisce l’uso dei termini ‘rom’, ‘sinti’, ‘romanì’, a seconda del gruppo specifico.
La caratteristica comune di tutte le comunità che si attribuiscono la denominazione cosiddetta "rom" è che parlano - o è attestato che nei secoli scorsi parlassero - dialetti variamente intercomprensibili, costituenti appunto la lingua romaní, che studi filologici e linguistici affermano derivare da varianti popolari del sanscrito e che trovano nelle attuali lingue dell'India del nord ovest la parentela più prossima.
I rom propriamente detti sono un gruppo etnico che vive principalmente in Europa, distribuiti in una galassia di minoranze presenti principalmente nei Balcani, in Europa centrale e in Europa orientale, benché la loro diaspora li abbia portati anche nelle Americhe e in altri continenti. La disciplina che si occupa di studiare la storia, lingua e cultura dei popoli romaní è la romanologia.

## Storia
Un dato costante della storia del popolo rom va rintracciato nella persecuzione che hanno sempre subito: la riduzione in schiavitù, la deportazione e lo sterminio (antiziganismo). Lungo la storia che li accompagna fino ad oggi si è protratta nel tempo la diffidenza nata al loro primo apparire nel Medioevo europeo: il nomadismo come maledizione di Dio; la pratica di mestieri quali forgiatori di metalli, considerati nella superstizione popolare riconducibili alla magia; le arti divinatorie identificabili come aspetto stregonesco, ecc. Di qui la tendenza delle società moderne a liberarsi di tale presenza anche a costo dell'eliminazione fisica. Tutti i paesi europei adottarono bandi di espulsione nei loro confronti, fino alla programmazione del genocidio dei rom, insieme a quello degli ebrei, durante il nazismo in Germania. Porajmos o Porrajmos (in lingua romaní «devastazione», «grande divoramento»), oppure Samudaripen («genocidio») indicano il tentativo del regime nazista di sterminare le popolazioni romaní durante la seconda guerra mondiale.
Dopo la seconda guerra mondiale ha preso forma un movimento che è arrivato in occasione del primo congresso nel 1971 a Londra alla creazione dell'Unione Internazionale Romaní. Questa Unione mira al riconoscimento di un'identità e di un patrimonio culturale e linguistico nazionale senza stato né territorio, cioè presente in tutti i paesi europei.
Si stima che nel mondo ci siano tra i 60 e i 80 milioni di rom. Tuttavia il numero ufficiale di rom è incerto in molti paesi, questo anche perché molti di loro rifiutano di farsi registrare come etnia rom per timore di subire discriminazioni.
In Italia, con compiti di mediazione culturale, è attiva l'associazione (ente morale) Opera Nomadi.

## Il termine rom

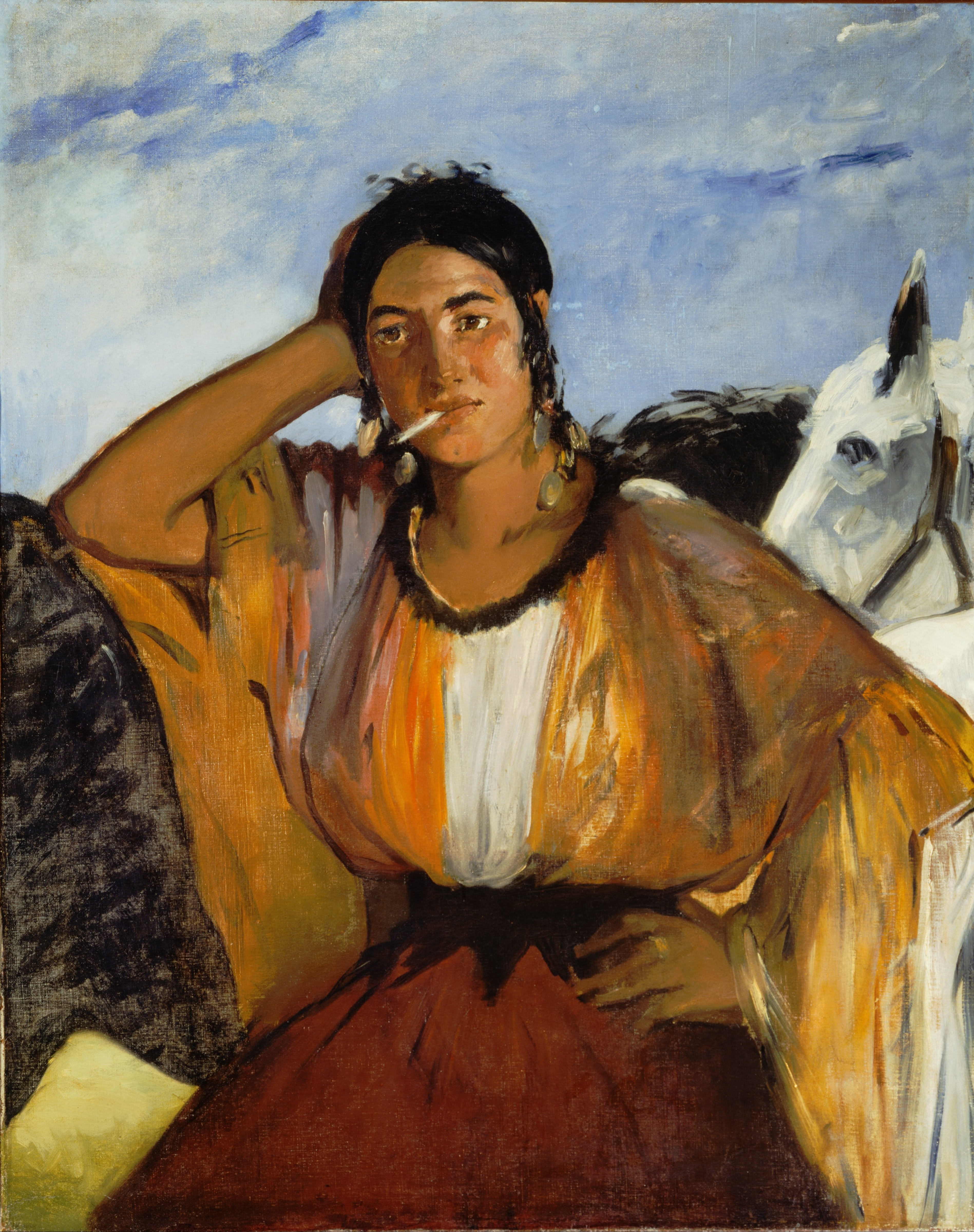
Édouard Manet, Gitana con sigaretta, 1862, Princeton University Art Museum

Oggi, in lingua romaní, rom significa uomo, marito e designa il popolo stesso solamente presso i rom propriamente detti. Come per la storia delle origini delle popolazioni di lingua romaní, anche l'origine del termine rom è aperta a diverse ipotesi dibattute tra gli studiosi.
Rom è l'autonimo che la maggioranza della popolazione di lingua romaní utilizza per denominare il proprio gruppo. Si ritiene che questo termine sia strettamente correlato all'etnonimo Ḍom/Ḍomba, la cui prima apparizione nei testi sanscriti risale al "Sádhanamálá" (VII secolo d.C.), dove viene narrata l'esistenza di un re Ḍom, Heruka. Questa ipotesi si basa sull'analogia tra la popolazione dei ḍomba o ḍomari (in sanscrito ḍoma, ma anche Domaki, Dombo, Domra, Domaka, Dombar e varianti dalla stessa radice), e i dom, un gruppo etnico dalle caratteristiche sedentarie e nomadiche del Medio Oriente. Tra le varie ipotesi, una delle più suggestive indicherebbe nella radice sanscrita Ḍom, onomatopeicamente connessa al suono del tamburo, che in sanscrito corrisponde alla parola Ḍamara e Ḍamaru, l'origine del termine.
I dom medio-orientali hanno una ricca tradizione orale ed esprimono la loro cultura e la loro storia attraverso la musica, la poesia e la danza. (Nell'XI secolo Al Biruni, in uno dei suoi scritti, fa menzione dei Ḍom come musicisti.) Nel nord-ovest dell'India, ancora oggi, numerosi Jati sono chiamate con il termine Ḍom, il che induce a ritenere che abbia avuto in passato lo status di un etnonimo. L'esistenza, inoltre, di rovine di antiche fortezze, chiamate "Ḍomdigarh", costituirebbe una prova che sia effettivamente esistito il regno dei Ḍom/Ḍomba, in seguito distrutto dalla dinastia Gupta, evento che avrebbe provocato la perdita dello status etnico dei Ḍom e la loro riduzione in Jati di infimo ordine. In base agli studi e le ricerche effettuate sui Ḍom/Ḍomba di oggi (sulla loro cultura, religione, etc.) si ritiene che essi appartengano a una popolazione che aveva abitato l'India prima dell'invasione degli Arii (nel 1500 a.C. circa).
Le prime ipotesi sulla correlazione tra il termine "rom" e i Ḍom/Ḍomba furono formulate dall'orientalista tedesco Hermann Brockhaus nel XIX secolo, e in seguito riprese dall'indologo tedesco August Friedrich Pott (pubblicate in un testo che è considerato la base dei moderni studi sui rom ("Die Zigeuner in Europa und Asien", 1845). Hermann Brockhaus trovò il termine Ḍom/Ḍomba in due importanti testi di letteratura sanscrita bramina: nel Kathasaritsagara ( "Oceano di Storie", una famosa collezione di leggende indiane scritta da Bhatta Somadeva nell'XI secolo) e nel "Rajatarangini" ("Il Fiume dei Re" una collezione scritta da Kalhana, considerato il primo storiografo kashmiri). In entrambi questi testi i Ḍom/Ḍomba appartengono alla casta più bassa mentre gli autori appartenevano alla più alta casta, che considerava le popolazioni non arie come estranee al sistema Hindu, che era stato vittorioso sulle popolazioni dell'India.
In alcune regioni dell'India di oggi (ad esempio a Benares), sono i Ḍom/Ḍomba che esercitano la funzione di cremare i morti, attività considerata degradante e "sporca". Diversamente nel Rajasthan, nel Punjab e nell'Uttar Pradesh, molti Ḍom esercitano il mestiere tradizionale di musicisti e alcuni membri di questo gruppo sono considerati influenti. In India, gruppi simili ai Ḍom/Ḍomba, per condizioni sociale e caratteristiche professionali, sono i gaḍe lohars (gaḍí: carro; lohár: fabbro), fabbri ambulanti; i Badis (tra i rom Badi/Bodi è uno dei cognomi più diffusi) suonatori di musica e acrobati; i Badjos (Badžo è un cognome molto diffuso tra i rom dell'Europa dell'est) musicisti; i Banjaras che sono mercanti fuori casta.

## Principali gruppi rom

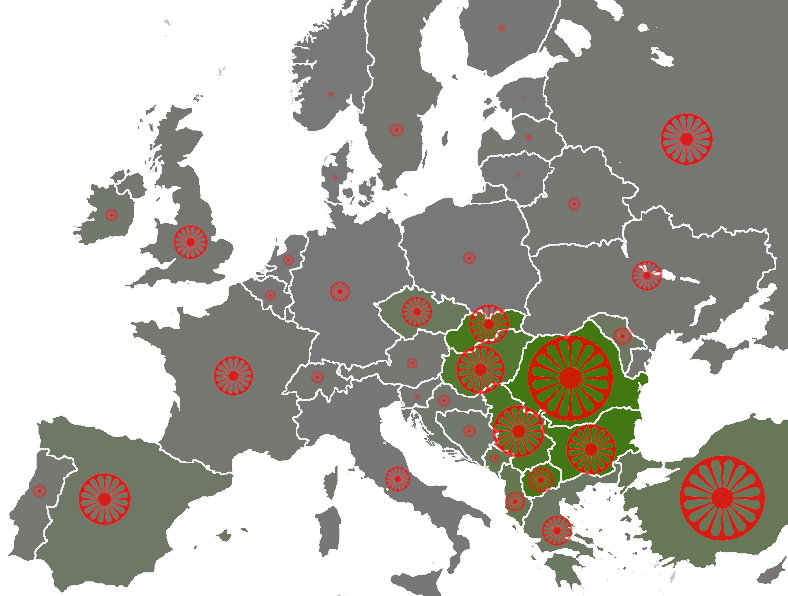
Distribuzione della popolazione romaní in Europa ("stime medie" del 2007 del Consiglio d'Europa, per un totale di 9,8 milioni di persone)

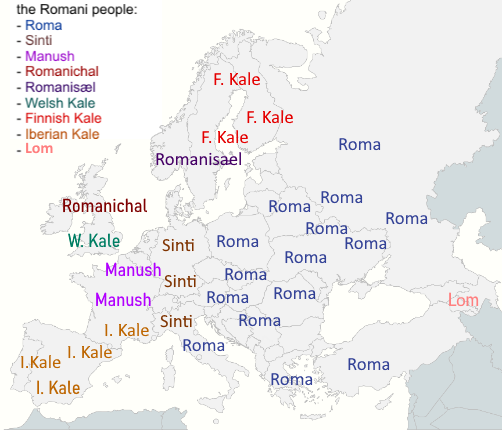
Distribuzione storica dei popoli di Lingua romaní in Europa.

I gruppi principali sono suddivisi in centinaia di sottogruppi o comunità romanès ("endaïa"). Ogni sottogruppo ha una propria specificità culturale, una propria etica e codice morale e un proprio dialetto della lingua romanì. Non esistono criteri di classificazione antropologici uniformi e le comunità romanès hanno assunto nel tempo etnonimi sulla base di diversi criteri: i mestieri e alle attività esercitati, il dialetto, la regione di residenza o di provenienza, la confessione religiosa, o un patronimico. A ogni sottogruppo si fa seguire un'ulteriore divisione per nazionalità (nátsija), quindi per discendenza (vítsa) prendendo il nome del capostipite, quindi per famiglia, per arrivare all'individuo.
Sulla base dei mestieri (ergonimico) - denominazioni utilizzate soprattutto tra i rom dell'Europa centro- e sud-orientale:
- Lavoratori dei metalli: 
  - Argintari (argentieri),
  - Zlatari o Aurari (orafi),
  - Costarari (lattonieri),
  - Kurpaći (ramai),
  - Salahori (costruttori di carri),
  - Ungaritza (armaioli e fabbri)
  - Kovaći (fabbri)
  - Rom Calderari o Kotlari, dediti alla lavorazione del rame, dell’ottone o del ferro e alla fabbricazione di pentole o utensili di metallo; in Italia si suddividono in tre comunità familiari estese: Ciucuresti, Doresti e Zurkaja.
- Rom Lautari, suonatori di lăuto (liuto o cordofono affine) e, per estensione, musicisti professionisti designati per l'intrattenimento di feste, matrimoni e ricorrenze;
- Rom Lovari, allevatori di cavalli, dall'ungherese lòb - o Graśtari, dal romanès graśt, cavallo; soprattutto in Bulgaria
- Rom Ursari, ammaestratori di orsi, anche detti Rićhkara dal romanès rićh (orso);
- Rom Keramidara, fabbricanti di mattoni e ceramiche, dal romeno keramida;
- Rom Setara o sepeči, produttori di setacci e cesti in vimini (dal turco sepetçi);
- Rom Bugurdži, "che fanno i trapani" (dal turco bugurcu);
- Rom Ćurara, affilatori di coltelli, (dal romaní čurín = coltello);
- Rom Colara, venditori di tappeti;
- Rom Maćhvaja, cantastorie e chiromanti
- Rom Rudari intagliatori, ortodossi dalla Serbia, di Lingua romaní

Sulla base della confessione religiosa:
- Rom Dasikané o Gagikané (serbi ortodossi) 
  - Kanjarja: Mrznarja, Busniarija e Bankulesti
- Rom Rudari (romeni ortodossi) o Boyashi, Lingurari (intarsiatori del legno)
- Rom Khorakhané (musulmani dei Balcani); anche korane, korhane, xoraxane
  - Śiftarija o Arnùta (albanesi)
  - Mangiuppi (dal Kosovo)
  - Crna Gora (dal Montenegro), lavoratori del rame
  - Cergarija (da cerga , tenda), dalla Bosnia (Sarajevo, Mostar, Vlasenica). 
    - Kaloperi ("piedi neri")

  - Kheraći (da kher, casa)
  - Rundaśa
  - Gurbet
  - Arlije (da yerli, insediato)
  - ʒambaśa

Su base geografica:
- Rom italiani di antico insediamento (XIV-XV secolo):
  - Rom abruzzesi, di religione cristiana provengono dall'Abruzzo e dal Molise; arrivati via mare nell'Italia meridionale fra la fine del XIV e l'inizio del XV secolo dalle coste dei territori ellenofoni e slavi.
- Rom Harvati, da Istria e Croazia, in Italia sin dagli anni '20
- Rom sloveni, anche detti Vend o Vendico Rom
- Rom di Romania (Vlax o Vlačiko Rom), dai territori valacchi della Romania, sono Kalderaśa, Ćurara e Maćhvaja
  - Rom romeni in Italia
- Rom russi (Ruska Roma o Rom Rusurja)
- Rom Servitka, in Ucraina
- Rom polacchi (Polska Roma)
- Rom Bergitka o Rom dei Carpazi
- Rom slovacchi
- Romungri, dall'Ungheria
- Rom Grékurja, in Grecia
- Rom Leàsi, in Argentina
- Romanisæl in Scandinavia
- Romanichal in Gran Bretagna e Irlanda
- Cascarot (Kaskarotuak) nei Paesi Baschi francesi: storicamente vivevano in ghetti, come a Ciboure, o in interi villaggi, come a Ispoure.[35]
- Erromintxela nei Paesi Baschi spagnoli

Su base di patronimico:
- Rom Jonesti (da Joni)
- Lalleri (da Boemia e Moravia)

I rom vanno invece distinti da altri popoli romaní quali:
- i kalé/gitanos che hanno perduto l'uso della Lingua romaní e vivono soprattutto in Spagna (Andalusia);
- i sinti/manush (o sinte), tra i quali si possono distinguere i sinti piemontesi e lombardi, la cui lingua è largamente influenzata dall'italiano e dal piemontese, e i sinti del Nord, la cui lingua è influenzata dal tedesco e dall'alsaziano. Essi si definiscono sinti e sono chiamati manouches dai francesi:
  - Sinti Estrekhàrja (austriaci)
  - Sinti Gàćkane: tedeschi di origine slava, arrivati in Italia attraverso la Francia (Alsazia) agli inizi del XX secolo; molti sono di confessione ortodossa;
  - Sinti Krasàrja (del Carso)
  - Sinti Eftavagarja (delle sette carrozze), in Friuli-Venezia Giulia
  - Sinti Mucini
  - Sinti Rozengre (dal termine romanès per "Firenze"), in Toscana
- gli Ashkali del Kosovo, gruppi albanofoni che rimarcano fortemente le proprie differenze etniche con il resto delle popolazioni rom locali.
- i kaale, che vivono principalmente in Finlandia e in minor misura in Svezia, di religione luterana e lingua finlandese.

Secondo alcuni studiosi, i pavee (in irlandese an lucht siúil) popolo nomade di origine irlandese son imparentati con il popolo rom, ma l'opinione è contestata.

## Lingua

Dialetti della lingua romaní

La lingua romaní o romanes (in romaní: "rromani ćhib") è una lingua indoeuropea parlata, oggigiorno, soltanto da una parte dei popoli romaní (rom e sinti).
I parlanti romaní, in Europa, sono circa 34,6 milioni, il 60-70% dei quali in Europa orientale e nei Balcani.
Il romaní è l'unica lingua indoaria parlata, quasi esclusivamente, in Europa, fin dai tempi del Medioevo. È una lingua che la maggior parte dei linguisti ritiene discenda dalle lingue vernacolari dell'India settentrionale, i pracriti in contrasto con la lingua letteraria colta dei religiosi, il sanscrito, e che si sarebbe sviluppata indipendentemente proprio per la struttura sociale in caste che già caratterizzava l'India antica.
Studi di linguistica e di filologia hanno individuato moltissimi termini della lingua romaní che derivano dal persiano, dal curdo, dall'armeno, dal greco, che testimonierebbero del tragitto percorso dalle popolazioni rom, dal subcontinente indiano fino in Europa, in un periodo storico compreso tra l'VIII ed il XII secolo d.C.
Oggi il romaní è lingua minoritaria riconosciuta in Austria, Bosnia ed Erzegovina, Bulgaria, Finlandia, Germania, Kosovo, Moldavia, Montenegro, Polonia, Serbia, Slovacchia, Svezia, Ungheria, lingua ufficiale del distretto di Šuto Orizari nella Repubblica di Macedonia e lingua ufficiale di 79 comuni rurali e della città di Budești in Romania. 
In Italia, la lingua romaní non gode di alcuna forma di tutela a livello nazionale, nonostante la presenza storica plurisecolare.
Il presunto nomadismo è stato utilizzato dal legislatore per escludere le comunità parlanti la lingua romaní dai benefici della legge n. 482 del 1999.

## Religione
I rom hanno solitamente adottato la religione del paese di residenza - in Europa, cristianesimo (cattolico e ortodosso, ma anche chiese protestanti in Europa occidentale) e Islam. Nei Balcani la maggioranza dei rom è ortodossa, in Italia sono soprattutto cattolici, come in Spagna e in America meridionale.

## Struttura sociale
A causa dell'eterogeneità tra le comunità rom, gran parte degli antropologi ed etnologi ritengono possibile indicare in dettaglio solo le dinamiche intra-gruppo che fanno da sfondo agli aspetti sociali e organizzativi del "gruppo": la consapevolezza di appartenere all'etnia rom, il desiderio di essere indipendenti e dissociati dai gadže (gagé, ovvero "tutte le persone che non sono rom o sinti"), l'adattabilità e la sopravvivenza alle condizioni che minacciano la propria identità etnica. La struttura sociale del gruppo, in generale, è definita dalla "coscienza collettiva" determinata dai confini che vengono posti nei confronti dei gagé, così come nei confronti degli altri gruppi rom e sinti.
La famiglia (madre, padre, figli) è la struttura base della comunità rom. Oltre essa si pone la famiglia estesa, che comprende i parenti con i quali vengono sovente mantenuti i rapporti di convivenza nello stesso gruppo, comunanza di interessi e di affari. Oltre alla famiglia estesa, presso i rom esiste la kumpánia, cioè l'insieme di più famiglie non necessariamente unite fra loro da legami di parentela, ma tutte appartenenti allo stesso gruppo e allo stesso sottogruppo o a sottogruppi affini.
La tradizionale struttura sociale dei rom è rimasta intatta solo presso alcuni piccoli gruppi. Il Porrajmos distrusse la gran parte delle organizzazioni sociali preesistenti tra i gruppi rom e sinti dell'Europa centrale e orientale e i sopravvissuti allo sterminio nazista non furono in grado di ristabilire una nuova identità rom. La politica di assimilazione forzata dei paesi ex socialisti, attraverso il coinvolgimento dei rom nei kolkhoz contribuì, infine, a mettere fine al carattere nomadico delle popolazioni rom e alla struttura sociale che ne conseguiva. Le differenze storiche e culturali sedimentatesi nel corso della diaspora delle popolazioni rom fino in Europa, durante i secoli precedenti, hanno portato a una disomogeneità tra gruppi, principalmente tra i rom e i sinti, che si è sviluppata in differenze linguistiche e sociali.

## Antiziganismo
La storia dei rom e dei sinti è una storia di soppressione che va dalla discriminazione quotidiana e persecuzione razzista fino agli internamenti operati dal regime fascista e al genocidio sistematico, perpetrato dal regime nazista. Fin dal loro arrivo in Europa gli “zingari” sono stati definiti “stranieri pericolosi” e sono stati accusati di spionaggio, stregoneria, di essere creature diaboliche e spaventose, così come di rifiutare di lavorare per la loro “predisposizione al furto”.
Le istituzioni che si occupano dei rom si trovano spesso ad affrontare il problema di un'opinione pubblica ostile, orientata a considerare solo i “dati antisociali” e le “statistiche criminali” con la conseguenza di individuare nella condizione dei rom un fenomeno di devianza sociale. Il modello “segregazionista” che ne consegue, che contempla disuguaglianze a livello della sfera pubblica, prosegue l'assenza di una politica di “reale integrazione”.
I rom vivono in due mondi diversi, due mondi che sono per alcuni aspetti incompatibili, per altri semplicemente paralleli. Il costante rapporto con i gagè è una relazione del tutto diversa con quella di altri popoli e minoranze etniche. Una relazione che non è di "confine", in quanto non vi sono “territori rom” e “territori non-rom”; né può essere definita una relazione coloniale, in quanto i gagè non hanno mai conquistato i rom, né viceversa. Le popolazioni non-rom costituiscono l'ambiente sociale dove vivono i rom. I rom vivono in mezzo ai gagè, all'interno di una struttura che è destinata da un lato a resistere a tutti i tentativi di genocidio culturale (dopo essere sopravvissuti all'olocausto), dall'altro a sfruttare con successo le risorse economiche e territoriali dei gagè, convivendo in un'ostilità estrema e collocandosi in tutte le nicchie nelle quali intravedono una possibilità.
Secondo il risultato di una commissione d'inchiesta del Senato della Repubblica Italiana, a costruire l'immagine negativa del popolo rom contribuisce anche l'accattonaggio, specie se affidato a minori o a donne molto anziane. In particolare, il popolo è intrappolato nel circolo vizioso della cosiddetta “discriminazione statistica”: “siccome pare che in quella comunità ci sia più devianza, non mi fido e non do lavoro”. Quindi gli individui di quella minoranza non hanno vie di uscita e ripiombano in comportamenti, come l'accattonaggio, fastidiosi per la maggioranza o si procurano reddito con atti delittuosi di varia gravità che rinforzano il pregiudizio statistico.

## Ricorrenze
L'8 aprile è il Romano Dives, la Giornata internazionale dei rom, sinti e camminanti, che commemora il primo congresso mondiale svoltosi a Londra nel 1971, durante il quale Djelem Djelem fu scelto come inno nazionale di un popolo senza Stato.

## Unione Internazionale Romaní
Nel 1971 fu istituita l'organizzazione mondiale dei Rom e sinti, divenuta successivamente l'Unione Internazionale Romaní (IRU).
Nel 1979, l'ONU riconobbe all'IRU il ruolo di rappresentanza politica globale del popolo rom, sinti, manouche e gitano. Tuttavia, al 2001 quest'organizzazione non governativa e non territoriale non era qualificata come membro osservatore delle Nazioni Unite.
L'organizzazione ha una sede a Sibiu, in Romania, e una seconda sede a Praga.